# Ardices brisbanensis
Ardices brisbanensis är en fjärilsart som beskrevs av Lucas 1890. Ardices brisbanensis ingår i släktet Ardices och familjen björnspinnare. Inga underarter finns listade i Catalogue of Life.